# Nacional RG
Nacional RG (o Nacional R.G.) fou una marca catalana d'automòbils, avions i motors d'aviació, fabricats per l'empresa Fábrica Nacional de Automóviles, Aviones y Motores de Aviación a Barcelona entre 1948 i 1949. Fundada per Ramon Girona Guillaume, l'empresa tenia la seu als números 7, 15 i 17 de la Travessera de les Corts de Barcelona.

## Història

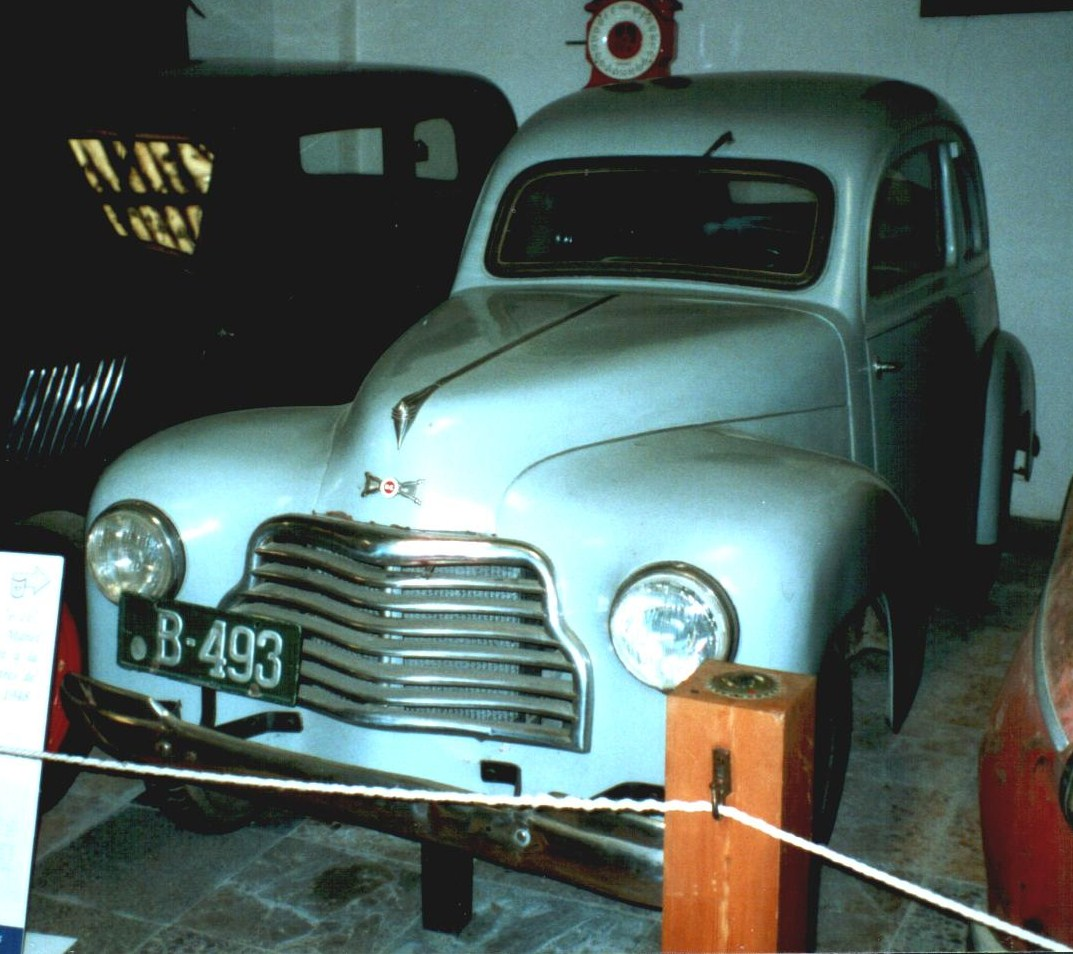
Automòbil Nacional RG de 1948

Nascut al municipi cubà de Viñales (província de Pinar del Río), Ramon Girona es va desplaçar a França i hi va viure gran part de la seva vida. Allà es va graduar com a enginyer diplomat per l'Escola d'Electricitat Mecànica i Industrial de París i començà a aplicar els seus coneixements a l'empresa fabricant d'automòbils, avions i motors d'aviació Farman. Entre altres projectes, se li coneixen invents com ara un instrument per a l'equilibrat de les rodes dels cotxes que es va comercialitzar amb la marca "Girolux".
Més tard va anar a raure a Barcelona, on va fundar la seva pròpia empresa i la va presentar amb la marca comercial Nacional R.G. a la Fira de Mostres de 1948. El cotxe que hi va exposar duia el capot i els parafangs anteriors en una sola peça, de manera que en aixecar el capot quedava tota la mecànica al descobert. El motor, amb dos cilindres de 72 x 85 mm i 692 cc proporcionava 6 HP fiscals i li permetia assolir els 80 km/h. Comptant-hi el prototipus original, en va arribar a fabricar un mínim de tres exemplars, la segona de les quals (l'exposada a la Fira de Mostres de Barcelona), es conserva a la Col·lecció d'Automòbils Salvador Claret.
L'empresa va desaparèixer tan ràpid com va néixer, probablement a causa de traves burocràtiques i de la manca de material d'aquella època de postguerra. Tot i així, el 1951 encara presentava activitat, ja que a la Fira de Mostres de Saragossa hi va muntar un estand on exposà dos exemplars amb la mateixa carrosseria que el que havia presentat a la de Barcelona tres anys abans.

## El motor d'aviació
Ramon Girona construí dos prototipus de motor per a avioneta. Es tractava d'un motor boxer de Cicle d'Otto de quatre temps amb vàlvules comandades per pitjadors i balancins amb un sol arbre de lleves per als dos cilindres. Tenia un distribuïdor a la part superior del càrter, i a la inferior una safata per a la recollida d'oli, així com els conductes de sortida de l'oli a pressió, per a la lubrificació. En la memòria de la seva patent es fa constar que els cilindres estan desplaçats en el pla horitzontal 44 mm pel pas de les respectives bieles, cosa que representa dos colls de cigonyal calats a 180°. Portava dos ventiladors que forçaven l'aire de refrigeració a cadascun dels cilindres. És més que probable que sigui el mateix motor que duien les avionetes de la mateixa marca.
Hi ha una altra patent de Girona que fa referència a la millora de la lubrificació dels motors de quatre temps, on es diu de crear una conducció interior en el cigonyal amb orificis de sortida als colls de les bieles per tal de millorar-ne la lubrificació (i també la de les parets del cilindre), cosa que actualment porten ja tots els motors.